# IndyCar Series 2019
De IndyCar Series 2019 was het 24e kampioenschap van de IndyCar Series. Scott Dixon was de regerend kampioen bij de coureurs. De 103e Indianapolis 500 werd gehouden op 26 mei 2019, en werd gewonnen door Simon Pagenaud, die zijn eerste zege in de race behaalde.
Het kampioenschap werd gewonnen door Team Penske-coureur Josef Newgarden, die na 2017 zijn tweede titel behaalde. Zijn teamgenoot Simon Pagenaud eindigde als tweede, terwijl Andretti Autosport-rijder Alexander Rossi derde werd in de eindstand.

## Schema
Op 4 september 2018 werd de kalender voor 2019 bekendgemaakt. De races op de ISM Raceway en de Sonoma Raceway keren niet terug op de kalender en worden vervangen door races op het Circuit of the Americas en de WeatherTech Raceway Laguna Seca.
| Rnd | Datum        | Race naam                                                  | Circuit                                     | Locatie                 |
| --- | ------------ | ---------------------------------------------------------- | ------------------------------------------- | ----------------------- |
| 1   | 10 maart     | Firestone Grand Prix of St. Petersburg                     | Stratencircuit St. Petersburg               | St. Petersburg, Florida |
| 2   | 24 maart     | IndyCar Classic                                            | Circuit of the Americas                     | Austin, Texas           |
| 3   | 7 april      | Honda Indy Grand Prix of Alabama                           | Barber Motorsports Park                     | Birmingham, Alabama     |
| 4   | 14 april     | Grand Prix of Long Beach                                   | Stratencircuit Long Beach                   | Long Beach, Californië  |
| 5   | 11 mei       | IndyCar Grand Prix                                         | Indianapolis Motor Speedway (binnencircuit) | Speedway, Indiana       |
| 6   | 26 mei       | 103rd Indianapolis 500 Presented by PennGrade Motor Oil    | Indianapolis Motor Speedway                 | Speedway, Indiana       |
| 7   | 1 juni       | Chevrolet Detroit Grand Prix Presented by Lear Corporation | Belle Isle Park                             | Detroit, Michigan       |
| 8   | 2 juni       | Chevrolet Detroit Grand Prix Presented by Lear Corporation | Belle Isle Park                             | Detroit, Michigan       |
| 9   | 8 juni       | DXC Technology 600                                         | Texas Motor Speedway                        | Fort Worth, Texas       |
| 10  | 23 juni      | Kohler Grand Prix                                          | Road America                                | Elkhart Lake, Wisconsin |
| 11  | 14 juli      | Honda Indy Toronto                                         | Stratencircuit Toronto                      | Toronto, Ontario        |
| 12  | 20 juli      | Iowa Corn 300                                              | Iowa Speedway                               | Newton, Iowa            |
| 13  | 28 juli      | Honda Indy 200 at Mid-Ohio                                 | Mid-Ohio Sports Car Course                  | Lexington, Ohio         |
| 14  | 18 augustus  | Pocono 500                                                 | Pocono Raceway                              | Long Pond, Pennsylvania |
| 15  | 24 augustus  | Bommarito Automotive Group 500 Presented by Valvoline      | Gateway Motorsports Park                    | Madison, Illinois       |
| 16  | 1 september  | Grand Prix of Portland                                     | Portland International Raceway              | Portland, Oregon        |
| 17  | 22 september | Monterey Grand Prix                                        | WeatherTech Raceway Laguna Seca             | Monterey, Californië    |

## Teams en rijders
| Team                                                          | Motor     | Nr | Rijders              | Races                      |
| ------------------------------------------------------------- | --------- | -- | -------------------- | -------------------------- |
| Team Penske                                                   | Chevrolet | 2  | Josef Newgarden      | Alle                       |
| Team Penske                                                   | Chevrolet | 3  | Hélio Castroneves    | 5-6                        |
| Team Penske                                                   | Chevrolet | 12 | Will Power           | Alle                       |
| Team Penske                                                   | Chevrolet | 22 | Simon Pagenaud       | Alle                       |
| A.J. Foyt Enterprises                                         | Chevrolet | 4  | Matheus Leist        | Alle                       |
| A.J. Foyt Enterprises                                         | Chevrolet | 14 | Tony Kanaan          | Alle                       |
| Arrow Schmidt Peterson Motorsports                            | Honda     | 5  | James Hinchcliffe    | Alle                       |
| Arrow Schmidt Peterson Motorsports                            | Honda     | 7  | Marcus Ericsson (R)  | 1-15, 17                   |
| Arrow Schmidt Peterson Motorsports                            | Honda     | 7  | Conor Daly           | 16                         |
| Meyer Shank Racing with Arrow Schmidt Peterson                | Honda     | 60 | Jack Harvey          | 1-6, 10, 13, 16-17         |
| MotoGator Team Stange Racing with Arrow Schmidt Peterson      | Honda     | 77 | Oriol Servià         | 6                          |
| Chip Ganassi Racing                                           | Honda     | 9  | Scott Dixon          | Alle                       |
| Chip Ganassi Racing                                           | Honda     | 10 | Felix Rosenqvist (R) | Alle                       |
| Rahal Letterman Lanigan Racing                                | Honda     | 15 | Graham Rahal         | Alle                       |
| Rahal Letterman Lanigan Racing                                | Honda     | 30 | Takuma Sato          | Alle                       |
| Rahal Letterman Lanigan Racing                                | Honda     | 42 | Jordan King          | 6                          |
| Dale Coyne Racing with Vasser-Sullivan                        | Honda     | 18 | Sébastien Bourdais   | Alle                       |
| Dale Coyne Racing                                             | Honda     | 19 | Santino Ferrucci (R) | Alle                       |
| Dale Coyne Racing with Byrd-Hollinger-Belardi                 | Honda     | 33 | James Davison        | 6                          |
| Ed Carpenter Racing                                           | Chevrolet | 21 | Spencer Pigot        | Alle                       |
| Ed Carpenter Racing                                           | Chevrolet | 20 | Ed Carpenter         | 6, 9, 12, 14-15            |
| Ed Carpenter Racing Scuderia Corsa                            | Chevrolet | 20 | Ed Jones             | 1-5, 7-8, 10-11, 13, 16-17 |
| Ed Carpenter Racing Scuderia Corsa                            | Chevrolet | 63 | Ed Jones             | 6                          |
| Carlin Racing                                                 | Chevrolet | 23 | Charlie Kimball      | 1, 6, 9, 14-17             |
| Carlin Racing                                                 | Chevrolet | 31 | Patricio O'Ward (R)  | 2-8, 10                    |
| Carlin Racing                                                 | Chevrolet | 31 | Sage Karam           | 11-12                      |
| Carlin Racing                                                 | Chevrolet | 31 | RC Enerson (R)       | 13                         |
| Carlin Racing                                                 | Chevrolet | 59 | Max Chilton          | 1-8, 10-11, 13, 16-17      |
| Carlin Racing                                                 | Chevrolet | 59 | Conor Daly           | 9, 12, 14-15               |
| Dreyer & Reinbold Racing                                      | Chevrolet | 24 | Sage Karam           | 6                          |
| Dreyer & Reinbold Racing                                      | Chevrolet | 48 | J.R. Hildebrand      | 6                          |
| Andretti Autosport                                            | Honda     | 25 | Conor Daly           | 6, 17                      |
| Andretti Autosport                                            | Honda     | 26 | Zach Veach           | Alle                       |
| Andretti Autosport                                            | Honda     | 27 | Alexander Rossi      | Alle                       |
| Andretti Autosport                                            | Honda     | 28 | Ryan Hunter-Reay     | Alle                       |
| Andretti Herta Autosport with Marco Andretti & Curb-Agajanian | Honda     | 98 | Marco Andretti       | Alle                       |
| Juncos Racing                                                 | Chevrolet | 32 | Kyle Kaiser (R)      | 2, 6                       |
| Clauson-Marshall Racing                                       | Chevrolet | 39 | Pippa Mann           | 6                          |
| McLaren Racing                                                | Chevrolet | 66 | Fernando Alonso (R)  | 6                          |
| DragonSpeed                                                   | Chevrolet | 81 | Ben Hanley (R)       | 1, 3, 6                    |
| Harding Steinbrenner Racing                                   | Honda     | 88 | Colton Herta (R)     | Alle                       |

## Uitslagen
| Ronde | Race             | Poleposition     | Snelste ronde      | Meeste ronden aan de leiding | Winnaar         | Winnaar                        | Winnaar      |
| Ronde | Race             | Poleposition     | Snelste ronde      | Meeste ronden aan de leiding | Coureur         | Team                           | Constructeur |
| ----- | ---------------- | ---------------- | ------------------ | ---------------------------- | --------------- | ------------------------------ | ------------ |
| 1     | St. Petersburg   | Will Power       | Josef Newgarden    | Josef Newgarden              | Josef Newgarden | Team Penske                    | Chevrolet    |
| 2     | Austin           | Will Power       | Colton Herta       | Will Power                   | Colton Herta    | Harding Steinbrenner Racing    | Honda        |
| 3     | Birmingham       | Takuma Sato      | Will Power         | Takuma Sato                  | Takuma Sato     | Rahal Letterman Lanigan Racing | Honda        |
| 4     | Long Beach       | Alexander Rossi  | Ryan Hunter-Reay   | Alexander Rossi              | Alexander Rossi | Andretti Autosport             | Honda        |
| 5     | Indianapolis GP  | Felix Rosenqvist | Patricio O'Ward    | Scott Dixon                  | Simon Pagenaud  | Team Penske                    | Chevrolet    |
| 6     | Indianapolis 500 | Simon Pagenaud   | Scott Dixon        | Simon Pagenaud               | Simon Pagenaud  | Team Penske                    | Chevrolet    |
| 7     | Detroit          | Alexander Rossi  | Josef Newgarden    | Josef Newgarden              | Josef Newgarden | Team Penske                    | Chevrolet    |
| 8     | Detroit          | Josef Newgarden  | Simon Pagenaud     | Scott Dixon                  | Scott Dixon     | Chip Ganassi Racing            | Honda        |
| 9     | Texas            | Takuma Sato      | Takuma Sato        | Ryan Hunter-Reay             | Josef Newgarden | Team Penske                    | Chevrolet    |
| 10    | Road America     | Colton Herta     | Colton Herta       | Alexander Rossi              | Alexander Rossi | Andretti Autosport             | Honda        |
| 11    | Toronto          | Simon Pagenaud   | Marcus Ericsson    | Simon Pagenaud               | Simon Pagenaud  | Team Penske                    | Chevrolet    |
| 12    | Iowa             | Simon Pagenaud   | Josef Newgarden    | Josef Newgarden              | Josef Newgarden | Team Penske                    | Chevrolet    |
| 13    | Mid-Ohio         | Will Power       | James Hinchcliffe  | Scott Dixon                  | Scott Dixon     | Chip Ganassi Racing            | Honda        |
| 14    | Pocono           | Josef Newgarden* | Will Power         | Simon Pagenaud               | Will Power      | Team Penske                    | Chevrolet    |
| 15    | Gateway          | Josef Newgarden  | Josef Newgarden    | Santino Ferrucci             | Takuma Sato     | Rahal Letterman Lanigan Racing | Honda        |
| 16    | Portland         | Colton Herta     | Sébastien Bourdais | Will Power                   | Will Power      | Team Penske                    | Chevrolet    |
| 17    | Laguna Seca      | Colton Herta     | Scott Dixon        | Colton Herta                 | Colton Herta    | Harding Steinbrenner Racing    | Honda        |

* De kwalificatie op de Pocono Raceway werd geannuleerd vanwege slecht weer. De startopstelling werd bepaald door middel van de stand in het kampioenschap. Josef Newgarden kreeg geen bonuspunt voor zijn pole position.

## Kampioenschap
| Pos | Rijder             | STP | AUS | ALA | LBH | IMS | INDY | DET | DET | TEX | RDA | TOR | IOW | MDO | POC | GAT | POR | LAG | Punten |
| --- | ------------------ | --- | --- | --- | --- | --- | ---- | --- | --- | --- | --- | --- | --- | --- | --- | --- | --- | --- | ------ |
| 1   | Josef Newgarden    | 1*  | 2   | 4   | 2   | 15  | 48   | 1*  | 19  | 1   | 3   | 4   | 1*  | 14  | 5C  | 7   | 5   | 8   | 641    |
| 2   | Simon Pagenaud     | 7   | 19  | 9   | 6   | 1   | 1*1  | 6   | 17  | 6   | 9   | 1*  | 4   | 6   | 3*  | 5   | 7   | 4   | 616    |
| 3   | Alexander Rossi    | 5   | 9   | 5   | 1*  | 22  | 29   | 2   | 5   | 2   | 1*  | 3   | 6   | 5   | 18  | 13  | 3   | 6   | 608    |
| 4   | Scott Dixon        | 2   | 13  | 2   | 3   | 2*  | 17   | 22  | 1*  | 17  | 5   | 2   | 2   | 1*  | 2   | 20  | 16  | 3   | 578    |
| 5   | Will Power         | 3   | 24* | 11  | 7   | 7   | 56   | 18  | 3   | 9   | 2   | 18  | 15  | 4   | 1   | 22  | 1*  | 2   | 550    |
| 6   | Felix Rosenqvist   | 4   | 23  | 10  | 10  | 8   | 28   | 4   | 16  | 12  | 6   | 5   | 14  | 2   | 22  | 11  | 2   | 5   | 425    |
| 7   | Colton Herta       | 8   | 1   | 24  | 23  | 23  | 335  | 12  | 12  | 18  | 8   | 7   | 18  | 8   | 16  | 9   | 4   | 1*  | 420    |
| 8   | Ryan Hunter-Reay   | 23  | 3   | 8   | 5   | 17  | 8    | 5   | 4   | 5*  | 11  | 16  | 19  | 3   | 19  | 8   | 18  | 10  | 420    |
| 9   | Takuma Sato        | 19  | 7   | 1*  | 8   | 14  | 3    | 3   | 13  | 15  | 10  | 22  | 20  | 19  | 21  | 1   | 15  | 21  | 415    |
| 10  | Graham Rahal       | 12  | 4   | 23  | 4   | 9   | 27   | 7   | 7   | 3   | 4   | 9   | 8   | 9   | 9   | 18  | 23  | 12  | 389    |
| 11  | Sébastien Bourdais | 24  | 5   | 3   | 11  | 11  | 307  | 11  | 9   | 8   | 12  | 8   | 9   | 11  | 7   | 19  | 9   | 7   | 387    |
| 12  | James Hinchcliffe  | 6   | 16  | 6   | 9   | 16  | 11   | 9   | 18  | 19  | 7   | 6   | 3   | 22  | 20  | 12  | 20  | 9   | 370    |
| 13  | Santino Ferrucci   | 9   | 20  | 15  | 21  | 10  | 7    | 19  | 10  | 4   | 19  | 11  | 12  | 12  | 4   | 4*  | 17  | 24  | 351    |
| 14  | Spencer Pigot      | 11  | 11  | 17  | 18  | 5   | 143  | 10  | 21  | 14  | 14  | 15  | 5   | 7   | 17  | 21  | 6   | 20  | 335    |
| 15  | Tony Kanaan        | 15  | 12  | 18  | 19  | 20  | 9    | 15  | 22  | 16  | 21  | 17  | 10  | 20  | 8   | 3   | 12  | 16  | 304    |
| 16  | Marco Andretti     | 13  | 6   | 14  | 13  | 13  | 26   | 16  | 6   | 10  | 23  | 10  | 21  | 15  | 15  | 10  | 13  | 14  | 303    |
| 17  | Marcus Ericsson    | 20  | 15  | 7   | 20  | 24  | 23   | 13  | 2   | 7   | 13  | 20  | 11  | 23  | 12  | 16  |     | 11  | 290    |
| 18  | Zach Veach         | 14  | 22  | 12  | 17  | 12  | 29   | 8   | 8   | 20  | 18  | 13  | 7   | 21  | 13  | 14  | 22  | 18  | 271    |
| 19  | Matheus Leist      | 22  | 17  | 20  | 15  | 4   | 15   | 21  | 20  | 22  | 20  | 19  | 16  | 18  | 14  | 17  | 8   | 17  | 261    |
| 20  | Ed Jones           | 21  | 14  | 19  | 16  | 6   | 134  | 20  | 14  |     | 22  | 12  |     | 13  |     |     | 14  | 23  | 217    |
| 21  | Jack Harvey        | 10  | 10  | 13  | 22  | 3   | 21   |     |     |     | 15  |     |     | 10  |     |     | 19  | 19  | 186    |
| 22  | Max Chilton        | 16  | 21  | 22  | 14  | 18  | DNQ  | 17  | 15  |     | 16  | 14  |     | 16  |     |     | 11  | 13  | 184    |
| 23  | Ed Carpenter       |     |     |     |     |     | 62   |     |     | 13  |     |     | 19  |     | 6   | 2   |     |     | 161    |
| 24  | Conor Daly         |     |     |     |     |     | 10   |     |     | 11  |     |     | 13  |     | 11  | 6   | 21  | 22  | 149    |
| 25  | Charlie Kimball    | 17  |     |     |     |     | 25   |     |     | 21  |     |     |     |     | 10  | 15  | 10  | 15  | 117    |
| 26  | Patricio O'Ward    |     | 8   | 16  | 12  | 19  | DNQ  | 14  | 11  |     | 17  |     |     |     |     |     |     |     | 115    |
| 27  | Sage Karam         |     |     |     |     |     | 19   |     |     |     |     | 21  | 22  |     |     |     |     |     | 39     |
| 28  | James Davison      |     |     |     |     |     | 12   |     |     |     |     |     |     |     |     |     |     |     | 36     |
| 29  | Hélio Castroneves  |     |     |     |     | 21  | 18   |     |     |     |     |     |     |     |     |     |     |     | 33     |
| 30  | Ben Hanley         | 18  |     | 21  |     |     | 32   |     |     |     |     |     |     |     |     |     |     |     | 31     |
| 31  | Pippa Mann         |     |     |     |     |     | 16   |     |     |     |     |     |     |     |     |     |     |     | 28     |
| 32  | Kyle Kaiser        |     | 18  |     |     |     | 31   |     |     |     |     |     |     |     |     |     |     |     | 22     |
| 33  | J.R. Hildebrand    |     |     |     |     |     | 20   |     |     |     |     |     |     |     |     |     |     |     | 20     |
| 34  | Oriol Servià       |     |     |     |     |     | 22   |     |     |     |     |     |     |     |     |     |     |     | 16     |
| 35  | RC Enerson         |     |     |     |     |     |      |     |     |     |     |     |     | 17  |     |     |     |     | 13     |
| 36  | Jordan King        |     |     |     |     |     | 24   |     |     |     |     |     |     |     |     |     |     |     | 12     |
| -   | Fernando Alonso    |     |     |     |     |     | DNQ  |     |     |     |     |     |     |     |     |     |     |     | 0      |
| Pos | Rijder             | STP | AUS | ALA | LBH | IMS | INDY | DET | DET | TEX | RDA | TOR | IOW | MDO | POC | GAT | POR | LAG | Punten |

| Kleur               | Resultaat                                             |
| ------------------- | ----------------------------------------------------- |
| Goud                | Winnaar                                               |
| Zilver              | 2de plaats                                            |
| Brons               | 3de plaats                                            |
| Groen               | 4de en 5de plaats                                     |
| Lichtblauw          | 6de–10de plaats                                       |
| Donkerblauw         | Gefinisht (buiten de Top 10)                          |
| Paars               | Niet gefinisht                                        |
| Rood                | Niet gekwalificeerd (DNQ)                             |
| Bruin               | Teruggetrokken (Wth)                                  |
| Zwart               | Gediskwalificeerd (DSQ)                               |
| Wit                 | Niet Gestart (DNS)                                    |
| Blank               | Nam geen deel aan de race (DNP)                       |
| Blank               | Niet geracet                                          |
| Toegevoegde info    |                                                       |
| vet                 | Pole positie (1 punt, behalve Indy)                   |
| *                   | Meeste ronden aan de leiding (2 punten)               |
| cursief             | Snelste ronde                                         |
| 1-9                 | Kwalificatiepositie Indy 500                          |
| C                   | Kwalificatie geannuleerd, geen bonuspunten uitgedeeld |
| Rookie van het jaar |                                                       |
| Rookie              |                                                       |

| Positie                         | 1   | 2  | 3  | 4  | 5  | 6  | 7  | 8  | 9  | 10 | 11 | 12 | 13 | 14 | 15 | 16 | 17 | 18 | 19 | 20 | 21 | 22 | 23 | 24 | 25 | 26 | 27 | 28 | 29 | 30 | 31 | 32 | 33 |
| ------------------------------- | --- | -- | -- | -- | -- | -- | -- | -- | -- | -- | -- | -- | -- | -- | -- | -- | -- | -- | -- | -- | -- | -- | -- | -- | -- | -- | -- | -- | -- | -- | -- | -- | -- |
| Punten                          | 50  | 40 | 35 | 32 | 30 | 28 | 26 | 24 | 22 | 20 | 19 | 18 | 17 | 16 | 15 | 14 | 13 | 12 | 11 | 10 | 9  | 8  | 7  | 6  | 5  | 5  | 5  | 5  | 5  | 5  | 5  | 5  | 5  |
| Indianapolis 500/seizoensfinale | 100 | 80 | 70 | 64 | 60 | 56 | 52 | 48 | 44 | 40 | 38 | 36 | 34 | 32 | 30 | 28 | 26 | 24 | 22 | 20 | 18 | 16 | 14 | 12 | 10 | 10 | 10 | 10 | 10 | 10 | 10 | 10 | 10 |
| Indianapolis 500 kwalificatie   | 9   | 8  | 7  | 6  | 5  | 4  | 3  | 2  | 1  |    |    |    |    |    |    |    |    |    |    |    |    |    |    |    |    |    |    |    |    |    |    |    |    |